# سنجاب‌ماهی چشم‌درشت خوش‌رنگ

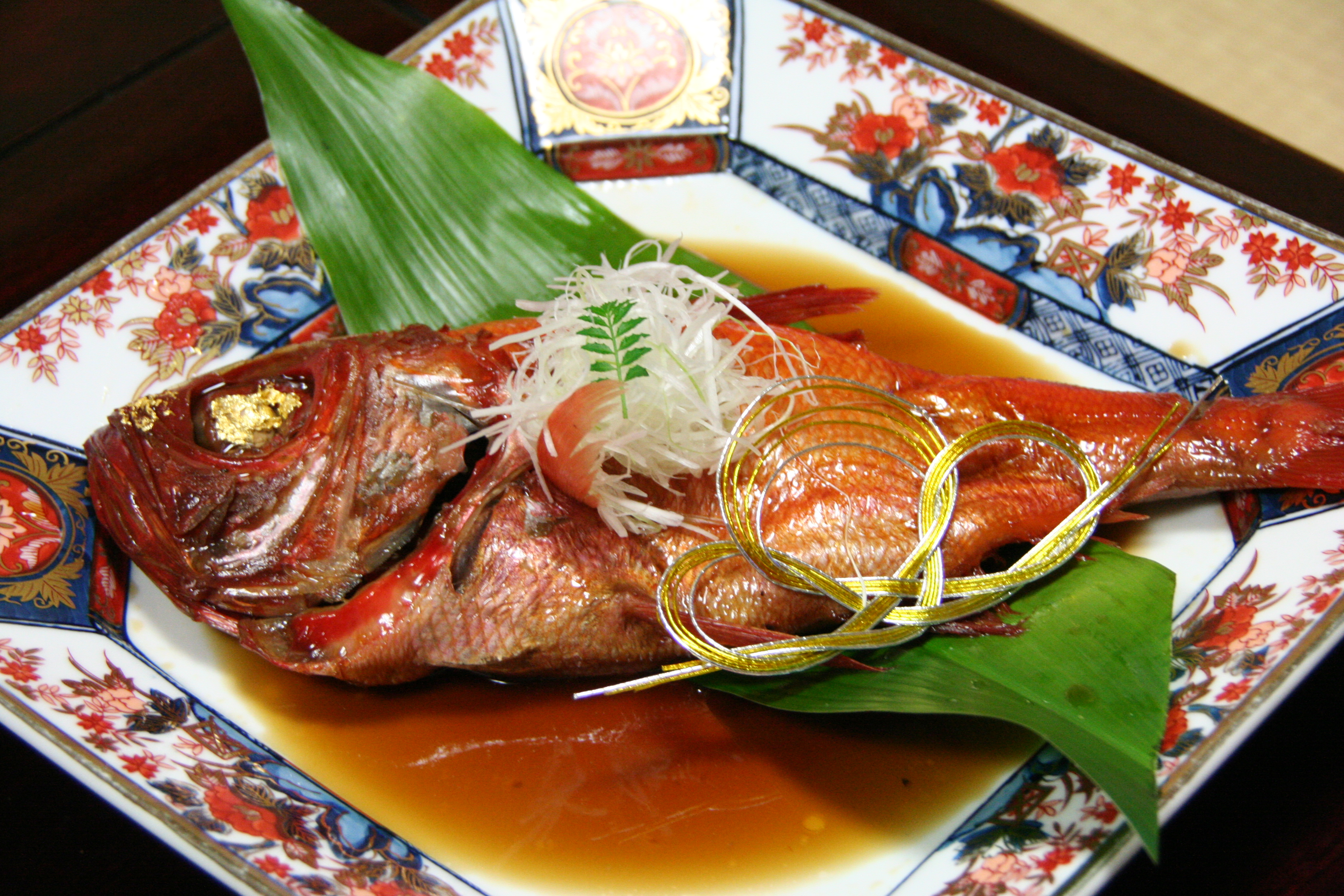
پخت ماهی در آشپزی ژاپنی

سنجاب‌ماهی چشم‌درشت خوش‌رنگ (نام علمی: Beryx splendens) نام یک گونه از راسته سنجاب‌ماهی‌سانان است.
دز زبان ژاپنی این ماهی کین‌مه‌ دای (キンメダイ) به معنی ماهی سرخ دریایی چشم طلایی نامیده می‌شود و بیشترین صید ماهی در توکیو به این نوع ماهی اختصاص دارد. 